# Acuerdos verticales
Los acuerdos verticales (mejor conocidos como restricciones verticales) son mecanismos de operación entre agentes económicos independientes relacionados verticalmente que limitan la competencia. Estas prácticas consisten en acuerdos entre empresas en diferentes niveles de una cadena de producción y distribución para restringir las condiciones en las que compran, venden o revenden ciertos productos o servicios.
Las restricciones verticales son parte de las prácticas monopólicas relativas, acciones realizadas por empresas con poder sustancial de mercado que tengan la intención o el efecto de desplazar a sus competidores. En México, las prácticas monopólicas relativas son reguladas por la Ley Federal de Competencia Económica, la cual estipula 13 conductas sancionables y establece que pueden ser elegibles a sanción si se demuestra que afectaron el bienestar del consumidor y que no generaron ganancias en eficiencia mayores a sus efectos anticompetitivos (como la introducción de nuevos bienes o servicios, o la reducción en costos mediante la innovación).
Las restricciones verticales pueden ser pro-competitivas cuando incrementan los niveles de eficiencia productiva y asignativa, reducen los precios o mejoran la calidad de los bienes o servicios, beneficiando al consumidor final. No obstante, estas restricciones pueden incidir negativamente en la competencia al interior de la cadena vertical (“intra-marca”) y en estructuras productivas rivales (“inter-marca”). Si bien pueden generar eficiencias,  pueden no ser óptimas desde el bienestar social,aunque si se está haciendo referencia a una empresa sin poder de mercado sustancial la reacción puede ser más positiva o neutra. En ese sentido, las restricciones verticales pueden ser tanto una herramienta legítima para coordinar y mejorar los procesos de las cadenas de valor, como un mecanismo para limitar la competencia. Una posible sanción sobre estas prácticas dependerá de la ponderación de eficiencias, riesgos, y efectos anticompetitivos relacionados. 

## Tipos de Acuerdos Verticales
La siguiente lista describe algunos de los acuerdos verticales más importantes. Cabe recalcar que estos también pueden aplicarse de forma combinada.
Entre las restricciones intra-marca más relevantes, es decir, aquellas que obstaculizan la libre competencia entre diferentes niveles de cadenas de producción, destacan:
- Fijación de precios de reventa, donde el fabricante y el distribuidor acuerdan un precio mínimo, precio exacto (idéntico al del fabricante), o precio máximo de venta de un producto. [1][2]
- Distribución exclusiva, donde el fabricante le asigna al distribuidor un territorio particular o un grupo específico de clientes a los cuales venderles el producto.[2]
- Exclusividad territorial, donde el fabricante le asigna al distribuidor un territorio geográfico sin competencia directa de rivales.[1]
- Distribución selectiva, donde el fabricante restringe el número de distribuidores autorizados para sus productos. En mercados digitales, esto se puede ver como una prohibición de realizar ventas por Internet (total, o con un máximo establecido), una prohibición de revender los productos en mercados específicos gestionados por intermediarios externos, o una prohibición por uso de herramientas de comparación de precios.[2]
- Requerimientos de servicios, donde se acuerda un nivel de servicios antes y después de la venta, al igual que el nivel de esfuerzo que el distribuidor debe dedicarle a las ventas.[1]
- Cláusula de cliente preferencial, donde el fabricante le garantiza al distribuidor que su acuerdo comprende los términos más favorables para la compra del producto, y que si se le ofrecen beneficios a algún otro comprador también aplicarán para el distribuidor.[1]

En cuanto a las restricciones inter-marca, las más comunes son:
- Contratos de exclusividad, donde los distribuidores se comprometen a solo vender los productos del fabricante o a no comercializar alguna marca en particular. [1][2]
- Precios no-lineales. Estos incluyen las “tarifas en dos partes”, donde el fabricante le cobra al distribuidor un pago fijo adicional a un pago variable por unidad comprada, así como los “descuentos por metas” cuando el precio que cobra el fabricante disminuye conforme incrementan las ventas o se alcanzan ciertas metas.[1]
- Ventas empaquetadas o atadas, donde el fabricante requiere que el proveedor adquiera ciertos productos adicionales. Si los productos no se venden por separado la conducta se conoce como “venta atada”, pero si sí se pueden vender por separado aunque sea a un precio mayor, la conducta se llama “empaquetamiento”.[1]
- Pago por acceso a góndola, donde el fabricante le paga una cuota al distribuidor por la comercialización de sus productos.[1]
- Fijación de cantidad, acuerdo donde se especifica la cantidad que debe comprar y revender el distribuidor (por ejemplo, a través de requisitos de compra mínima o precios no-lineales).[1][2]

En la LFCE, las conductas de exclusividades (contratos, territorios, negativa de trato), la restricción vertical de precios (precios de reventa, otras condiciones), y los descuentos por lealtad o transacciones condicionadas (sujetas a que no se vendan los productos de la competencia) son consideradas como prácticas monopólicas relativas.

## Efectos y Riesgos Anticompetitivos
Las restricciones verticales pueden tener importantes efectos negativos en la competencia.
Entre las principales afectaciones destaca la exclusión del acceso al mercado, la cual puede provocar una reducción de la competencia al limitar o desincentivar la entrada o participación en el mercado. El aumento de barreras a la entrada o a la expansión afecta a proveedores y a compradores, y puede obligar a competidores a salir del mercado al forzarlos a incrementar sus costos. Los acuerdos verticales también pueden provocar un debilitamiento de la competencia entre distintas cadenas productivas así como al interior de una sola. De igual manera, pueden facilitar el uso de prácticas colusorias.
Estas prácticas pueden generar afectaciones al bienestar social, pues pueden llevar a un aumento en precios (por ejemplo, al provocar aumentos en los costos marginales de sus rivales), al igual que pueden restringir las posibilidades de elección de los consumidores, o aumentar barreras de entrada y expansión en el mercado.

## Efectos Pro-competitivos
Los acuerdos verticales pueden ser positivos cuando ayudan a volver más eficientes los procesos productivos, o cuando benefician a los consumidores al reducir precios o mejorar la calidad de los bienes o servicios. De igual manera, pueden ayudar a optimizar los niveles de inversión y prevenir posibles distorsiones de precios.
Pueden tener efectos positivos en la competencia al combatir el problema del “hold-up”, el cual ocurre cuando una parte en un acuerdo queda vulnerable a la explotación por parte de la otra después de haber realizado una inversión difícil de recuperar si la relación comercial se termina. Estas restricciones pueden incentivar la realización de inversiones y contratos a largo plazo que beneficien a ambas partes - mejorando la eficiencia, reduciendo el riesgo de fracaso de los acuerdos comerciales, y beneficiando a los consumidores.
Además, pueden abordar las externalidades resultantes de los conflictos de agencia de quienes las establecen o de los conflictos originados de faltas de coordinación en las decisiones de precios y ventas entre proveedores y distribuidores. Las externalidades resultantes del “free-riding” (parasitismo) también pueden aplacarse con restricciones como la distribución exclusiva o selectiva, que protegen las inversiones y fomentan una competencia más justa.
Por último, las restricciones verticales pueden reducir los costos de transacción (los cuales están asociados con costos logísticos, administrativos, de negociación, búsqueda y comportamientos oportunistas), impulsando al proveedor a bajar sus propios y lograr economías de escala. Esto beneficiaría a las empresas, pues tendrían menores costos y un mayor volumen de ventas, al igual que a los consumidores, que podrían aprovechar precios más bajos y una mayor disponibilidad de productos en el mercado.